# 印度洋環流
在印度洋，因季風盛行，因而洋流也產生季節性的改變。在北半球冬季，印度洋中盛行東北季風，因此在阿拉伯海具有由東北向西南的洋流，稱為東北季風洋流；在北半球夏季，因西南季風盛行，所以洋流方向轉變一百八十度，從西南流向東北，稱為西南季風洋流，此種受季風所左右的洋流稱為季風洋流（Monsoon Current）。印度洋的赤道逆流在赤道以南自西向東流,在冬季較夏季明顯。而印度洋的南赤道洋流西流至非洲沿岸轉向南流，經莫三比克海峽，稱為莫三比克洋流（Mozambique Current），屬暖流性質，然後在非洲南端併入西風漂流，東流至澳洲西南，一部分水流沿澳洲西岸轉向北流，稱為西澳洋流。